# Qubba
Qubba, auch Kubba, Kubbe, (arabisch قبّة ‚Kuppel‘, Plural: qibāb, qubab) ist ein islamisches Grabmal, das von einer Kuppel überdacht wird. Qubba bezeichnet sowohl ein architektonisch herausragendes Mausoleum einer bedeutenden Persönlichkeit, als auch unabhängig vom gestalterischen Anspruch einen Grabbau oder eine Kultstätte an einem Ort, der mit dem Leben eines islamischen Heiligen (Wali, Marabout) oder verehrten Scheichs in Verbindung steht. Das in dem Bauwerk befindliche Grab oder Scheingrab (Kenotaph) ist im zweiten Fall ein Pilgerziel, von dem in der Vorstellung der Besucher Baraka (Segenskraft) ausgeht. Die Form des Kuppeldaches über der Grabstätte ist keine islamische Entwicklung und findet sich auch an Bauwerken der islamischen Architektur, die eine andere Funktion haben. Einige weltliche Repräsentationsbauten aus frühislamischer Zeit sind ebenfalls als Qubba bekannt. Der symbolische Gehalt einer überkuppelten Grabstätte geht auf bestimmte vorislamische Kultzelte zurück.

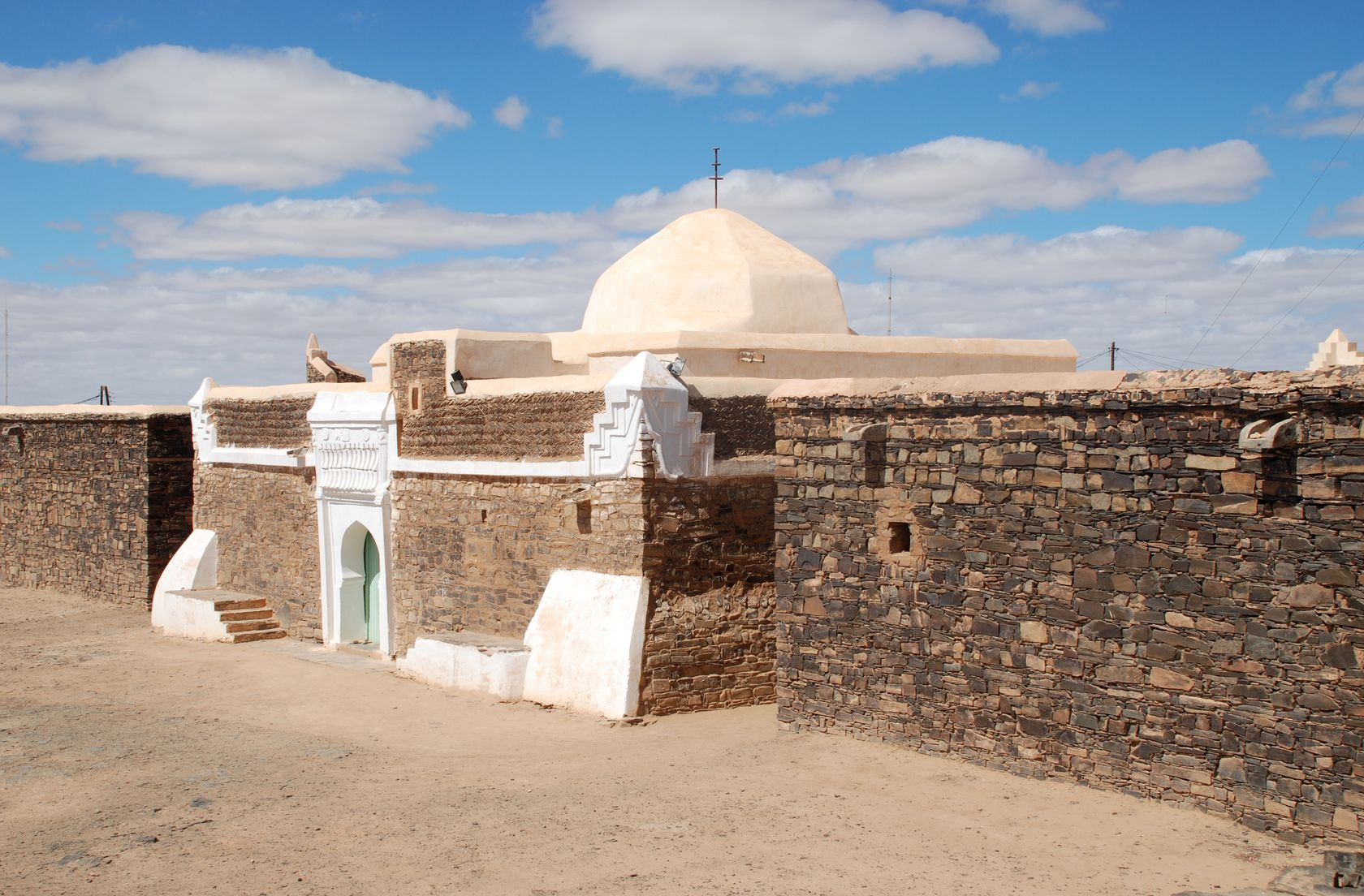
Mausoleum Māʾ al-ʿAinains (1830–1910) in Smara, Westsahara. Er wurde wegen seines Kampfes gegen die Kolonialherrschaft als politischer Führer und zugleich als Heiliger verehrt.

## Wortumfeld
Die Bezeichnungen für islamische Grabbauten werden nicht streng auseinandergehalten. Qubba, also „Kuppel“, wurde von der speziellen architektonischen Form in einem weiteren Sinn auf alle Verehrungsstätten übertragen, die allgemein mašhad (maschhad), Bezeugungs- oder Erinnerungsstätte, genannt werden. Mašhad ist im einfachsten Fall eine Steinsetzung, an der ein Gläubiger ein Gebet gesprochen hat. Das errichtete Bauwerk verweist auf den legendären Rastplatz eines Heiligen. Mazār (Pl. mazārāt) heißt wörtlich „besuchter Platz“ und gilt ebenfalls allgemein für einen Pilgerort. Die tatsächlichen Grabstätten können mit dem arabischen Begriff turba (türkisch türbe) abgegrenzt werden; im persischen Raum heißen Mausoleen mit konischen Dachaufbauten persisch gunbād (abgeleitet zu chinesisch gongbei) und Heiligengräber imām-zāde („Sohn des Imam“). Die Kultstätten von Sufi-Heiligen werden auch maqām (Pl. maqāmāt) genannt. Mehrere dieser maqāmāt („Plätze“) können den gleichen Namen tragen und zur Verehrung desselben Heiligen dienen. Gelegentlich werden die regionalen arabischen Ehrentitel der Heiligen auf das ihnen gewidmete Bauwerk übertragen, also zum Beispiel marbūṭ im Maghreb und nābi im Nahen Osten. Seltener waren früher die Umschreibungen qaṣr, „Festung“, und dargāh, „Palast“ (üblicherweise Persisch für tekke).
Das Wort Qubba geht auf das vorislamische beduinische Wanderheiligtum qubbe zurück. Die islamische Qubba kann dreierlei Bedeutung haben: 1) als Bezeichnung für den Ort, an dem eine verehrte Person begraben liegt; 2) den Ort, an dem ein religiös bedeutendes historisches Ereignis stattgefunden hat und 3) den Ort, an dem ein Heiliger in einer Vision erschien oder der sonst wie in einer Legende mit dem Heiligen in Verbindung gebracht wird, ohne dessen Grabstätte zu sein. Für die Verehrungspraxis spielen solche Unterscheidungen kaum eine Rolle.

## Kultischer Ursprung der Überdachung
In vorislamischer Zeit errichteten Beduinen ein provisorisches Zelt (qubbe) über einem frischen Grab. Das Zelt bestand aus einer Holzkonstruktion, die mit Tierhäuten überspannt war. Diese schützende Struktur erhielt in ihrer gemauerten Ausführung über dem Grab die Form einer echten Kuppel, die in der römischen Antike architektonisch ausformuliert wurde und bedeutenden Gebäuden ihre symbolische Überhöhung gab. Der Übergang vom Zelt zur Kuppel im arabischen Raum ist nicht nur der einer temporären zu einer dauerhaften Bauweise, sondern spiegelt auch den Wechsel von einer nomadischen zu einer sesshaften Lebensform.
Außer als Grabüberdeckung diente die qubbe den Beduinen als Wanderheiligtum. Es war das älteste und zentrale Kultgerät eines jeden Stammes und bestand aus einem roten pyramidenförmigen Lederzelt, in dem zwei Betyle aufbewahrt wurden. Diese Kultsteine waren der Wohnsitz von Stammesgottheiten. Jedes Jahr opferte der Stamm seiner qubbe eine weiße Kamelstute, mit deren Blut das Zeltgestell eingestrichen wurde. Auf dem Weg zu einem neuen Lagerplatz folgte der Stamm einem mit dem Zelt beladenen Kamel, das die Marschrichtung vorgab und durch welches für den Stamm der Wille Gottes zum Ausdruck kam. Das Stammesheiligtum wurde auf den Wanderungen vom Kāhin behütet, dessen weitere Funktionen als Priester, Seher und Magier sich aus seinen Beinamen erschließen lassen. Vermutlich ab der Mitte des 1. Jahrtausends v. Chr. standen ihm zwei Schlachtenmädchen zur Seite. Bei Kämpfen ritten die Mädchen auf Kamelen neben der mitgeführten qubbe her, die eine magische Schutzwirkung ausüben sollte. Der Kampfesmut der Truppe wurde noch durch die musizierenden Mädchen und ihre weiblichen Reize erhöht.
Im Judentum verschwanden die Steinidole und das transportable Zelt wurde zum „Stiftszelt“, hebräisch Mischkan oder ʾōhel mōʿēd, was Zelt (ʾōhel) der Begegnung (mōʿēd) zwischen Menschen und dem Heiligen bedeutet. Das leere Zelt stellte nun den Wohnsitz des bildlos zu verehrenden Jahwe dar. Ursprünglich besaß nur der Stamm Juda ein solches Zelt als Zentralheiligtum. Die Mischkan im Eigenbesitz jedes nomadischen Stammes traten in ihrer kultischen Bedeutung in der späteren jüdischen Religion hinter der alle Stämme vereinigenden Bundeslade zurück, in der anstelle der beiden Kultsteine die Steintafeln mit den Zehn Geboten aufbewahrt wurden.
Das alte zeltartige Wanderheiligtum qubbe erhielt auch in islamischer Zeit eine der neuen Religion gemäße Bedeutungsanpassung. Otfe (ʿuṭfa) war bis ins 20. Jahrhundert ein Zeltgestell, das auf einem Kamelsattel befestigt wurde und das spirituelle Zentrum eines Beduinenstammes darstellte. Das leere Innere galt als Wohnsitz Allahs. Ansehen und Macht des Stammes knüpften sich an den Besitz eines otfe, das noch Reste des alten Ahnenkults der beduinischen Stämme beinhaltete. Es musste wie in altarabischer Zeit – von zwei jungen Frauen begleitet – während der Schlacht mitgeführt werden. Für die Fortsetzung dieses Brauchs steht beispielhaft Mohammeds Lieblingsfrau Aischa, die ein Koranexemplar bei sich tragend in einer Kamelsänfte (haudaǧ) an der Kamelschlacht teilnahm. Meist war die Zeltkonstruktion mit Straußenfedern geschmückt, die den magischen Aspekt des Kraftzentrums verstärkten. Im Zuge der Sesshaftwerdung veränderte sich das einstige Wanderheiligtum zu einem Prozessionsheiligtum, das einmal im Jahr feierlich herumgeführt und dem bei diesem Anlass ein weißes Kamel geopfert wurde.
Eine Weiterentwicklung des Stammeszeichens otfe zur Insigne der Herrschermacht stellt der maḥmal (Pl. maḥmil) dar. Die in der Form ähnlichen Pyramidenzelte waren mit einem prachtvollen Brokatstoff (kiswa) auf dem Frauensattel eines Kamels befestigt, das an der Spitze des jährlichen Pilgerzugs (Haddsch) nach Mekka geführt wurde. Der Brauch wurde während der Mamlukenherrschaft im 13. Jahrhundert institutionalisiert und im Osmanischen Reich beibehalten. Die Herrscher in Ägypten, Syrien und der Türkei beanspruchten mit dem maḥmal ihre Schutzrolle für den Pilgerzug und dehnten mit diesem Symbol ihre territorialen Rechte bis zur Kaaba nach Mekka aus, wo sie sich als Verteidiger des Islam Geltung zu verschaffen versuchten. Die Wahhabiten bekämpften den maḥmal wegen seiner vorislamischen Herkunft und verboten ab 1936 dessen Mitnahme nach Mekka, die aus anderen Gründen bereits seit 1926 ausgesetzt war.
Zwischen einem Sarg, der Gebeine enthält und einem Kenotaph (beide arabisch tābūt) wird kein Unterschied gemacht. Das leere tābūt in einer Grabkapelle entspricht in seiner religiösen Bedeutung dem maḥmal – beides sind hölzerne Gestelle und werden mit kiswa genannten Grabtüchern bedeckt – und dem otfe. Das Wanderheiligtum der Beduinen steht mit dem Prozessionsheiligtum der sesshaften Bauern und dem stationären Ort der Heiligenverehrung in einer religionsgeschichtlichen Verbindung.

## Architekturformen
Die Dachform der Kuppel markiert im islamischen Raum nicht notwendig ein Heiligengrab. Dieselbe Architektur findet sich an Moscheen, Madrasas oder Zawiyas. Vom Maghreb bis in den Nahen Osten gibt es regional ländliche Wohnhaustypen mit Stein- oder Lehmziegelkuppeln. Die einfachsten quadratischen Qubbas ähneln solchen Kuppelhäusern, bei denen das flache Gewölbe erhöht und bei großen Mausoleen durch eine halbrunde Kuppel mit zwischen Baukubus und Kuppel eingesetzten Verbindungsgliedern monumentalisiert wurde.
Es gibt Grabbauten, mit denen religiöse Herrscher der Vergangenheit für sich oder andere einen würdigen Bestattungsort schaffen wollten und die heute als baugeschichtliche Denkmale gepflegt werden. Davon zu unterscheiden sind alte und neue Heiligengräber, bei denen die Architektur nur für die Verehrungspraxis von Bedeutung ist. Die einfachen Qubbas besitzen nur eine Eingangstür, deren Umriss gelegentlich innen an den übrigen Seiten als Wandnischen aufgenommen wird. Manche Gebäude haben an einer Seite noch ein kleines Fenster (ṭāqa).
Islamische Friedhöfe liegen meist außerhalb der Städte auf freiem Feld und häufig auf einem Hügel. In diesem Fall setzen sie die alte nahöstliche Tradition eines hoch gelegenen Kultplatzes fort. Qubbas als Pilgerstätten werden in Dörfern oder in deren Nähe, auf Hügeln, Bergspitzen, aber selten in Tälern errichtet. Sie sind oft von freistehenden Bäumen oder einem Hain umgeben; zusammen bilden sie einen vom griechischen Temenos abgeleiteten und häufig ebenfalls ummauerten sakralen Bezirk (ḥimā). In der Nähe von Qubbas liegen Brunnen, Quellen oder Zisternen. Bäume und Wasserstellen werden nicht an sich, sondern wegen ihrer Besonderheit, im Gegensatz zur baumlosen und trockenen Umgebung als heilig angesehen. Einige Plätze gelten bereits seit vorislamischer Zeit als heilig, bei ihnen wurde die Ursprungslegende ähnlich wie gelegentlich die genealogische Abstammung der Heiligen entsprechend angepasst und konstruiert.

### Architektonischer Ursprung des islamischen Mausoleums

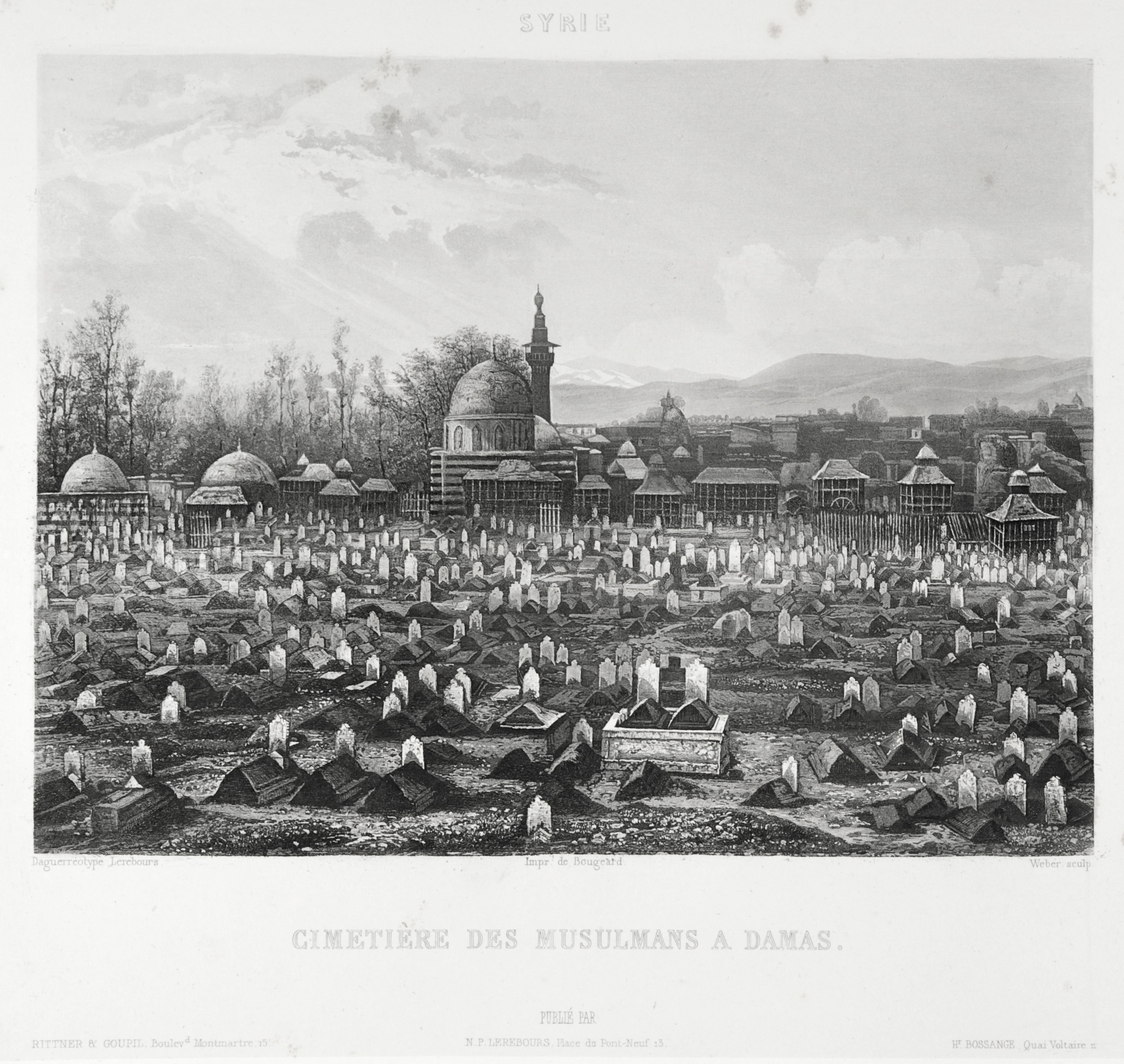
Muslimischer Friedhof in Damaskus. Daguerreotypie von Pierre-Gustave Joly de Lotbinière, 1840

Die Entwicklung der Grabarchitektur in frühislamischer Zeit ist spekulativ. Auch wenn die Muslime in den byzantinischen und sassanidischen Gebieten, über die sie ihre Macht ausdehnten, eine ausgereifte Architektur von Memorialbauten und anderen Kultstätten vorfanden, übernahmen sie dennoch keine Architekturform unverändert. Zum einen musste in der neuen islamischen Kultur zunächst die für die religiöse Praxis erforderlichen architektonischen Bedürfnisse formuliert werden. Zum anderen war in frühislamischer Zeit die Verehrung von Heiligen an Gräbern nicht erlaubt. Es galt das Gebot des taswīyah al-qubūr, also der Gleichstellung aller Menschen vor Gott, die durch eine Angleichung der Grabstätten an ihre natürliche Umgebung ausgedrückt werden sollte. Bis heute sind daher die meisten Gräber auf muslimischen Friedhöfen relativ schmucklos. Dieses Gebot zu missachten wurde den Christen und Juden angekreidet, gegen deren Verhalten es sich richtete. Es gibt lediglich Erzählungen, aus denen sich schließen lässt, dass dennoch gewisse Formen der Grabpflege aus der vorislamischen Tradition beibehalten wurden, etwa Besuche an Gräbern und das Aufstellen von Zelten über Gräbern oder von Säulen daneben. Selbst das Grab des Propheten wurde vor den Gläubigen abgeschirmt und durfte nicht besucht werden. Erst Ende des 13. Jahrhunderts erhielt es eine hölzerne Kuppel. (Heute befindet sich Mohammeds Grab unter einer grünen Kuppel, Qubba al-ḫaḍrā, innerhalb der Prophetenmoschee in Medina.) Anfang des 9. Jahrhunderts wurde diese restriktive Praxis erstmals durchbrochen, als die Mutter des abbasidischen Kalifen al-Mutawakkil (reg. 847–861) ein Familiengrab errichten lassen durfte, in welchem ihr Sohn und später zwei weitere Kalifen bestattet wurden.
Aus den frühislamischen Quellen lässt sich die Architektur der Grabbauten schlecht herauslesen, weil Bezeichnungen wie maschhad oder turba nicht eindeutig verwendet wurden. In frühislamischer Zeit scheint turba lediglich zunächst eine freie Fläche auf einem Friedhof gewesen zu sein. Zu einer späteren Zeit wurden die dortigen Gräber vielleicht durch einen Zaun oder eine Mauer abgegrenzt. Der im 10. Jahrhundert lebende arabische Geograph al-Muqaddasī bezeichnet mit dem Wort maschhad Gebäude unterschiedliche Bautypen: neben Kuppelgräbern auch einfache Grabstätten, Höhlen und selbst militärische Grenzfestungen (Ribāt). Mit maschhad kann auch eine Moschee gemeint gewesen sein. Aus dem 10. Jahrhundert sind unter dieser Bezeichnung einige Friedhofsmoscheen mit neun Kuppeln über einem quadratischen Gebäude literarisch bekannt. Zu ihnen gehört die üblicherweise als Mausoleum eingeschätzte Maschhad von Scherif al-Tabataba in Kairo, die nach dessen Tod 945/46 gebaut wurde und als Ruine erhalten blieb. Abgesehen von einer Qibla-Wand mit Mihrāb war das Gebäude an allen Seiten offen.
Der älteste und wohl berühmteste islamische Kuppelbau ist der Felsendom (arabisch قبة الصخرة qubbat as-sachra, wörtlich:„Kuppel des Felsens“) in Jerusalem von 691. Das Gebäude besteht aus einem runden überkuppelten Zentralraum, um den zwei oktogonale Umgänge herumführen. Mit dem als Wahrzeichen der muslimischen Herrschaft errichteten und später zu einer Verehrungsstätte gewordenen Felsendom steht die älteste, als islamisches Mausoleum geplante Qubba in architektonischer Verbindung, die Qubba aṣ-Ṣulaibīya in Samarra, die mit dem Tod des abbasidischen Kalifen al-Muntasir 862 fertiggestellt war. Hier ist ein quadratischer überkuppelter Zentralraum von einem oktogonalen Ambulatorium umgeben. Die christliche Mutter des Kalifen orientierte sich nach Ansicht von K. A. C. Creswell (1940) am Felsendom, weil es keine byzantinische Tradition von Grabbauten für Herrscher gab. Der zeitgenössische Historiker at-Tabarī bezeichnet den Bestattungsort zwar uneindeutig als maqbara („Grabstätte“), die Entdeckung von drei Gräbern spricht jedoch dafür, dass, wie in den Quellen angegeben, al-Muntasir und neben ihm die Kalifen al-Mu'tazz und dessen Nachfolger al-Muhtadi bestattet wurden.
Der Schrein der Fatima Masuma im iranischen Wallfahrtsort Ghom für die 817 verstorbene Schwester Fātima bint Mūsā des achten Imams, ʿAlī ibn Mūsā ar-Ridā, geht möglicherweise auf die zweite Hälfte des 9. Jahrhunderts zurück. Nach der 988/99 verfassten Geschichtsquelle Tarʿīch-i Qum erhielt das Mausoleum zunächst eine flache Überdachung mit Matten und erst zwei Generationen später eine Kuppel, als eine zweite Qubba daneben gebaut wurde. In beiden Mausoleen wurden insgesamt sechs Nachkommen des Imams beigesetzt. Das Mausoleum des Islamgelehrten al-Hakīm at-Tirmidhī (768–818) in Tirmidh (Termiz in Usbekistan) wurde entweder Ende des 9. Jahrhunderts oder ab dem 11. Jahrhundert errichtet. Für die frühe Datierung sprechen Stilvergleiche der Baudekoration; für eine spätere Datierung spricht, dass nichts über einen Grabkult unmittelbar nach dem Tod al-Hakīms bekannt ist. Ein erster Bau der Imam-Ali-Moschee in Nadschaf über dem Grab des schiitischen Imam ʿAlī wurde vermutlich 902 errichtet und 929 durch einen Neubau ersetzt. Wie dieser aussah, ist nicht überliefert. Aus verschiedenen anderen Miniaturdarstellungen schließt Oleg Grabar (1966) auf einen offenen Rundbau, dessen Kuppel von Pfeilern getragen wurde. Rundbauten (Tholoi) sind aus mittelalterlichen armenischen Evangeliaren bekannt, der Rundbau der armenischen Kathedrale von Swartnoz stand bis ins 10. Jahrhundert. Demnach wäre die erste Qubba über dem Grab von ʿAlī von einer Architektur abgeleitet, die nichts mit Grabstätten zu tun hat. Diese Qubba wurde um 980 durch ein neues Mausoleum ersetzt, das 1051 abbrannte und bis 1086 wiederaufgebaut war.
Insgesamt sind bis zum 10. Jahrhundert nur wenige Beispiele von islamischen Mausoleen bekannt. Deren schnelle und weite Verbreitung begann im 11. Jahrhundert im iranischen Raum. Dieser Trend dürfte nach Robert Hillenbrand (1974) von den nach Süden vordringenden Turkvölkern, die eine ausgeprägte Bestattungskultur mitbrachten, zwar nicht ausgelöst, aber zumindest beschleunigt worden sein. Abgesehen von den bereits erwähnten, bekannten Mausoleen, stammen die frühesten erhaltenen und datierbaren Mausoleen aus Zentralasien. Von den vielen Mausoleen aus dem 11. Jahrhundert im Iran ist keines sicher zu datieren. Ähnlich zahlreich sind die Mausoleen im 11. Jahrhundert nur im fatimidischen Ägypten. Dort wurden an der damaligen Südgrenze des Islam in Afrika 49 Grabbauten aus dem 11. Jahrhundert gezählt. Mehrheitlich waren dies quadratische Bauten mit Tambour und darüber einer Kuppel sowie einer oder vier Türen und einem Mihrab. Ansonsten blieben in Nordafrika nur sehr wenige Mausoleen erhalten, die vor dem 13. Jahrhundert zu datieren sind.

### Maghreb

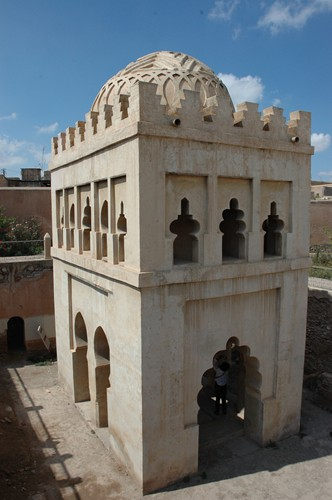
Qubbat al-Barudiyin in Marrakesch

Wann die einzelnen Bauformen der Heiligenverehrung im Maghreb eingeführt wurden, ist nicht genau bekannt, da keine Grabbauten aus der Frühzeit des Islam erhalten sind. Die sehr seltene Architektur eines offenen, auf vier Pfeilern ruhenden Kuppelbaus und zugleich das einzige, aus almoravidischer Zeit in Marrakesch erhaltene religiöse Gebäude ist die um 1120 fertiggestellte Qubbat al-Barudiyin, die mutmaßlich einen Brunnen enthielt. Von der etwa 5,4 × 7,3 Meter großen Grundfläche leitet ein schmaler Tambour auf die nach andalusischem Vorbild mit Stuckbändern verzierte Kuppel über. Das 12 Meter hohe Bauwerk kam erst 1948 unter Trümmern zum Vorschein und stellt eine Übergangsstufe zwischen der frühen umayyadischen Baukunst in Spanien und der anschließend von den Meriniden weiterverbreiteten Ornamentik dar. Während an der äußeren Kuppelschale geometrische Rippenstrukturen aufgesetzt sind, wurden die inneren Wandfelder zwischen den hufeisenförmigen Pfeilerbögen mit pflanzlichen Formen von ineinander verschlungenen Blattranken, Blüten und Pinienzapfen vollständig ausgefüllt. Zwar entspricht die Qubbat al-Barudiyin architektonisch Grabbauten, ein in der Mitte freigelegtes Becken mit Wasserzuführung deutet jedoch auf eine Funktion als Reinigungsplatz für die rituelle Waschung (wudū') hin. Nach anderer Ansicht war es ein Palastpavillon. In der späten Almoravidenzeit fand die Entwicklung des dekorativen maurischen Stils statt.
In Marokko begründeten die Meriniden im 13. Jahrhundert die Tradition, heilige Männer nicht-scherifischer Abstammung (Marabouts) und – angeblich – von Mohammeds Enkel Hasan abstammende Scherifen in Grabbauten zu verehren. In dieser Zeit begannen die jährlichen Pilgerfahrten (mausim) zu den heiligen Stätten, die in den aufblühenden volksislamischen Strömungen manchmal sogar als gleichwertig zur Haddsch nach Mekka gesehen wurden. Mit der Nekropole von Chellah in Rabat und einer weiteren auf einem Hügel im Norden von Fès begann die marokkanische Tradition der Herrscherverehrung, für die Grabmale als Kuppelbauten nach vorderasiatischen Vorbildern errichtet wurden.
Demgegenüber machen die Grabbauten der Saadier- und Alawidendynastie (16./17. bzw. ab dem 17. Jahrhundert bis heute) die Bautradition der andalusischen Handwerker in Marokko sichtbar. Die mit grünglasierten Ziegeln eingedeckten Pyramidendächer anstelle der Kuppeln über den Haupträumen können auch von den Holzkonstruktionen abgeleitet werden, die in den waldreichen Gebieten des Atlasgebirges üblich waren. Die postume Herrscherverehrung setzte sich unter anderem mit dem Grab von Mulai Ismail in Meknès fort und reicht bis zum Mausoleum mit einem Pyramidendach von Mohammed V. in Rabat.

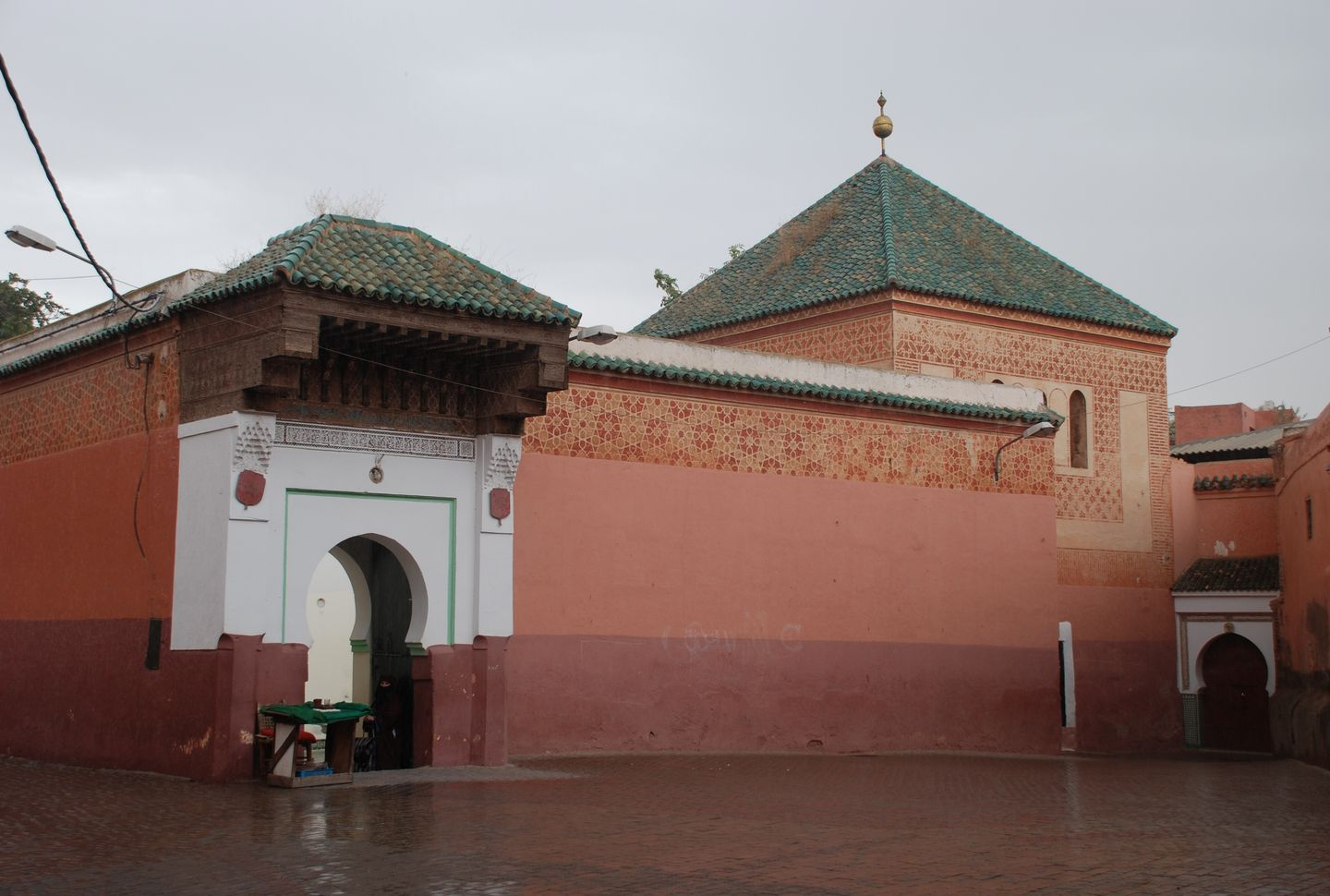
Grabmal von Sidi Abdallah al-Ġazwānī, genannt Moulay al-Qsur († 1528), einer der Sieben Heiligen von Marrakesch

Für den ländlichen Raum in den Maghrebländern sind unzählige kleine quadratische Kuppelgräber lokaler Heiliger typisch. Sie sind weiß gestrichen und liegen häufig zusammen mit einfachen Grabsteinen innerhalb einer Umfriedung. Weiß ist die Farbe der Reinheit, sie schützt vor Schmutz und negativen jenseitigen Einflüssen.
Abgesehen von den Grabbauten mit Pyramidendächern sind die maghrebinischen Kuppelgräber Variationen des monumentalen vorderasiatischen Baustils. Der Übergang vom quadratischen Grundriss zur Kuppel erfolgt über ein oktogonales Zwischenglied oder über einen runden Tambour. Beides schafft eine Basis, auf der die Kuppel aufgesetzt werden kann. Die Außenwände werden durch Eckzwickel (Trompen) an den Fußkreis der Kuppel angeglichen.
Im algerischen Hochland sind die Qubbas in einem lokalen Baustil errichtet, für den eine freistehende schlanke hohe Kuppel etwa in der Form eines nubischen Gewölbes aus gebrannten Ziegeln oder Lehmziegeln charakteristisch ist. Im Vorort al-ʿUbbād al-Suflī, zwei Kilometer vom Stadtzentrum Tlemcen entfernt im Nordwesten von Algerien, gibt es noch einige Qubbas aus vor-merinidischer Zeit vor 1195. Die Ziegelbauten besitzen hufeisenförmige Bögen zwischen vier Eckpfeilern, die achteckige Tamboure und Rundkuppeln tragen. Neben diesen, als Grabarchitektur seltenen, offenen Pavillons befindet sich der geschlossene Bau des Sufi-Heiligen und Stadtpatrons Abū Madyan aus dem 14. Jahrhundert. Wie hier gehören im Maghreb die Qubbas häufig zusammen mit einer Moschee oder einer Medrese zu einem Gebäudekomplex.

### Ägypten

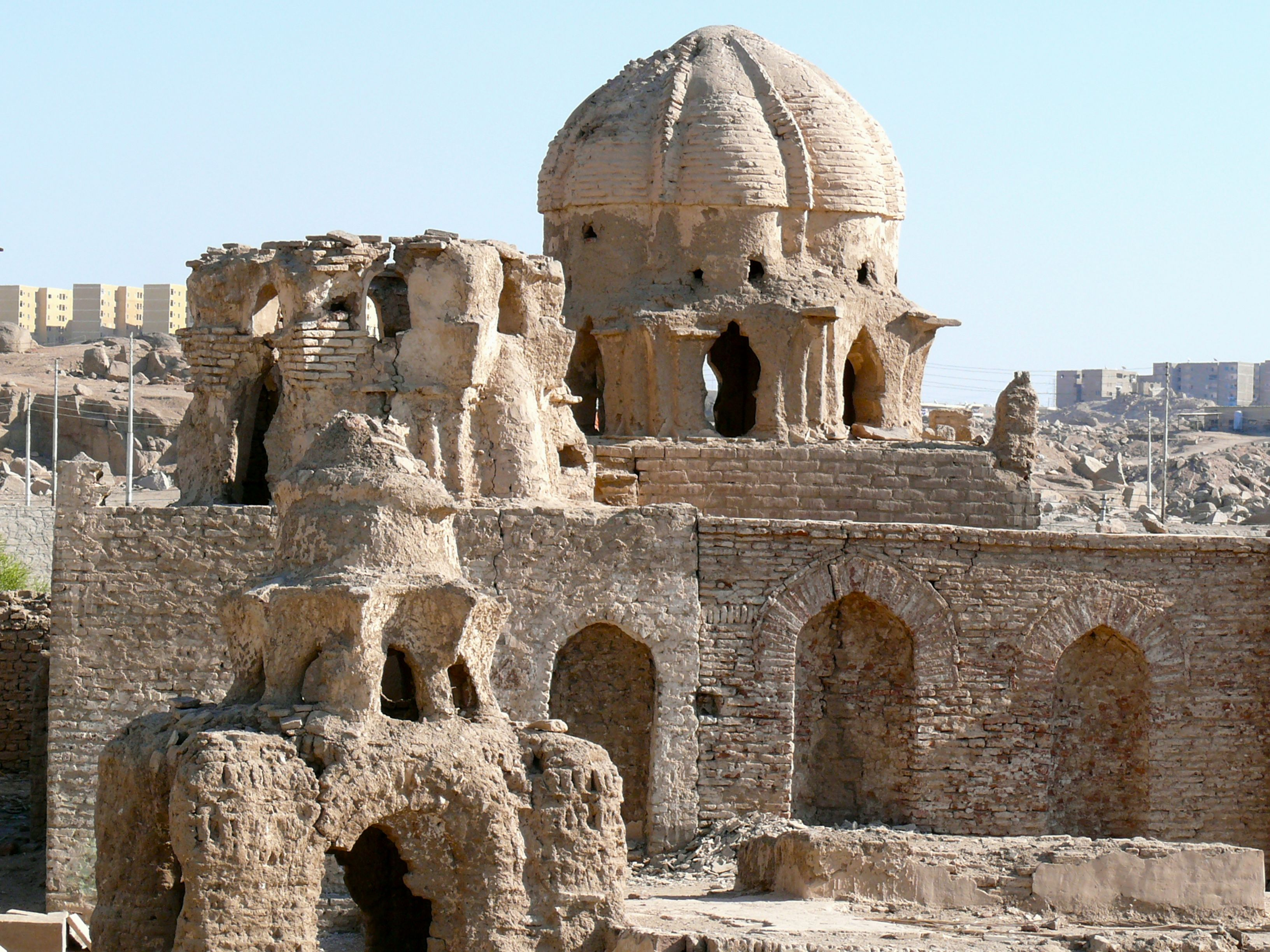
Fatimidenfriedhof in Assuan. Die Grabbauten aus Lehmziegeln waren ursprünglich weiß verputzt.

Nach der islamischen Eroberung 642 erhielt Assuan religiöse und wirtschaftliche Bedeutung als eine Station auf der Pilgerreise nach Mekka. Die ältesten Grabbauten des Fatimidenfriedhofs stammen aus dem 9. Jahrhundert, noch aus tulunidischer Zeit. Die Heiligengräber sind nicht mehr ihren Besitzern zuzuordnen, da die Marmorinschriften abgefallen sind und nach Kairo gebracht wurden.
Die ältesten erhaltenen Kuppelgräber in Kairo werden in die Fatimidenzeit datiert und stehen auf dem Muqattam-Hügel im Osten der Stadt. Die Bauwerke werden als Maschhad bezeichnet, sie sind Denkmale für einen Schahid (šahīd, wörtlich „Zeuge“, in der Bedeutung von Märtyrer), der meist aus der Prophetenfamilie stammt. Dazu gehört der Maschhad al-Dschuyuschi, der laut einer Inschrift 1085 vom Großwesir Badr al-Dschamali († 1094) und dessen Sohn al-Afdal Schahanschah (um 1066–1121) errichtet wurde. Das Grabmal mit Moschee liegt auf dem höchsten Punkt des kahlen Hügels an dessen Westhang. Es besteht aus einem rechteckigen Gebetssaal, der einem mit Stuck verzierten und sorgfältig bemalten Mihrāb enthält. Der Raum daneben soll das Grab des Bauherren beherbergen. Das Gebäude wird von einem oktogonalen Tambour sowie einer hohen Spitzbogenkuppel nach persischem Vorbild überragt. An der gegenüberliegenden Seite des Innenhofs (Sahn) erhebt sich ein dreistöckiges Minarett, dessen oberstes oktogonales Geschoss ebenfalls zu einer hohen Kuppel überleitet.
Nach der Legende soll al-Dschamali diesen Aussichtspunkt über der Stadt für sich ausgewählt haben, um nach dem Tod die Mausoleen seiner sieben Lieblingsfrauen unten in den Ebene sehen zu können. Das Grabmal wird besonders von Frauen mit Kinderwunsch aufgesucht. Zur Wunscherfüllung ist eine besondere Abfolge von Ritualen notwendig. Die Frauen müssen das Minarett ersteigen und auf jeder Etage ein Gebet verrichten. Oben angekommen gilt es, sieben Mal über einen hölzernen Balken zu steigen und aus jedem der vier Fensteröffnungen einen mitgebrachten Stein nach unten zu werfen. Der Heilige Dschuyuschi wird als Herrscher über die Dschinn und als Zar-Geist verehrt.

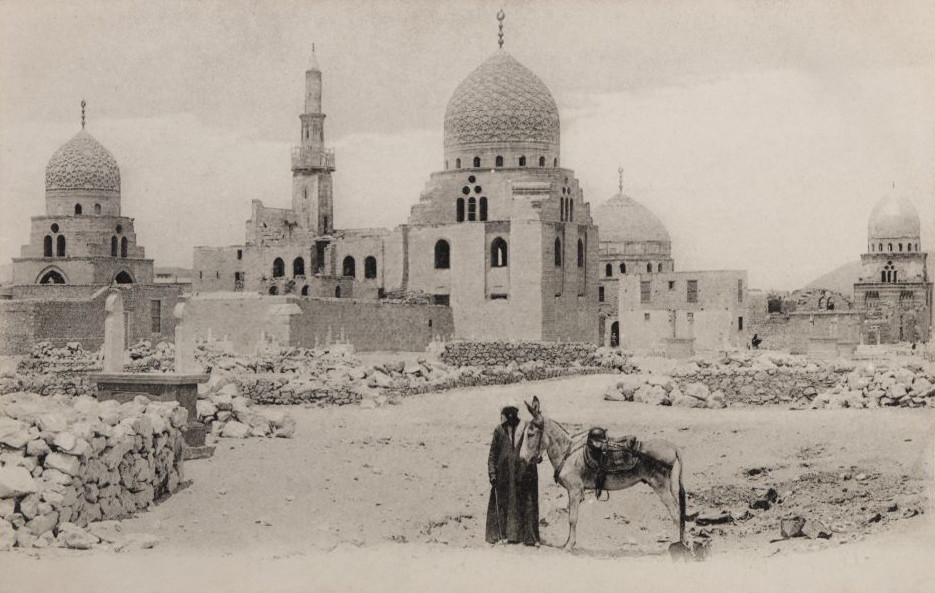
Mausoleum, Madrasa und Chanqah des Mamlukensultans al-Aschraf Barsbay (reg. 1422–38), Nördliche Totenstadt in Kairo

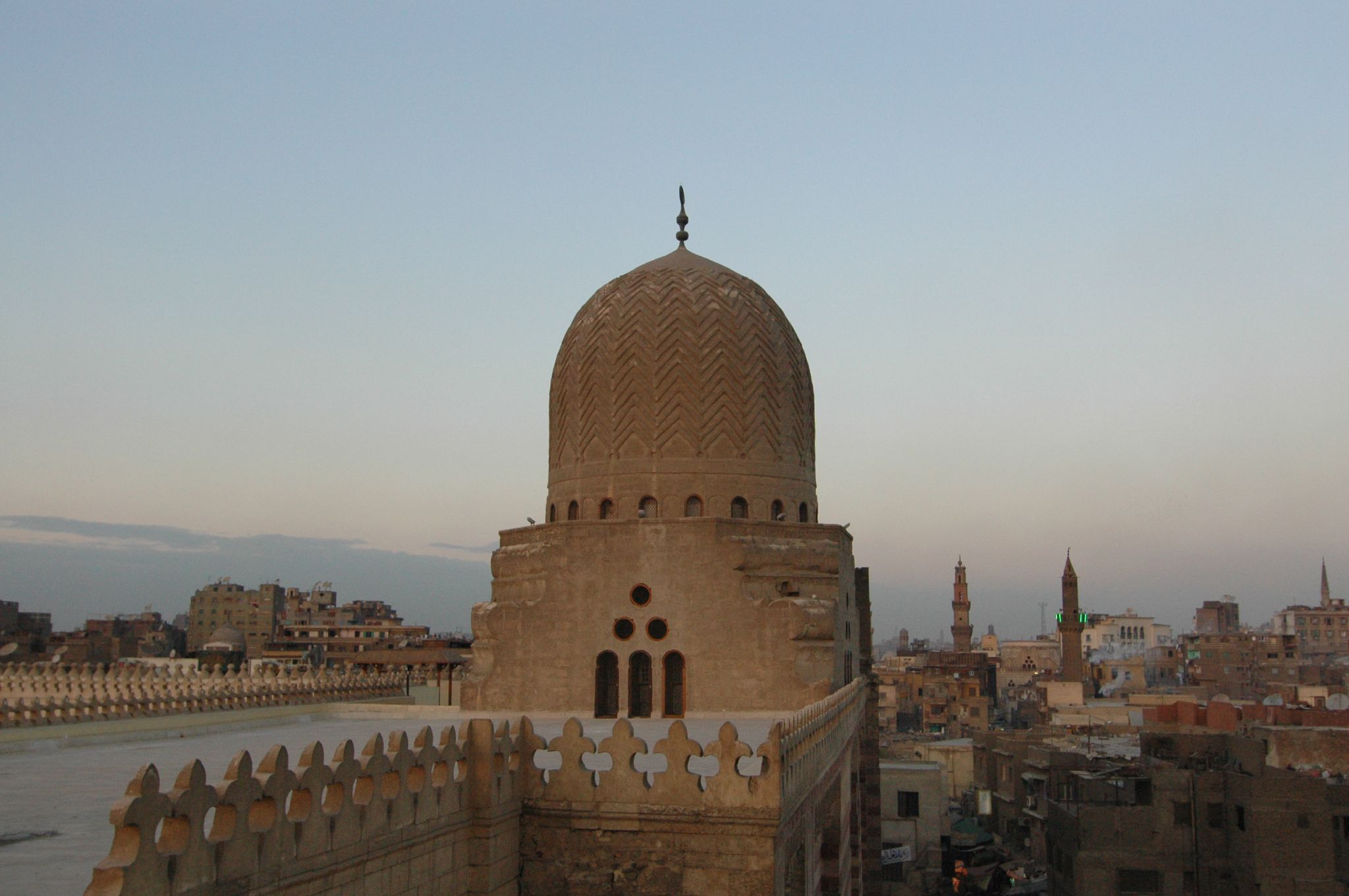
Mausoleum des Mamlukensultans al-Mu’aiyad Schaich in einer Ecke seiner 1415–1420 erbauten Grabmoschee am Bab Zuwayla in Kairo

Eine weitere fatimidische Qubba ist der 1133 erbaute Maschhad von Sayyida Ruqayya. Die Sayyida (weibliche Form von Sayyid) war eine Tochter des vierten Kalifen ʿAlī. Sie und die anderen Töchtern ʿAlīs, Nafisa at-Tahira und Zainab bint Ali, werden als Stadtpatroninnen von Kairo angesehen und in eigenen Grabbauten verehrt. Die Qubba der Sayyida Ruqayya befindet sich im südlichen Teil der Stadt der Toten in Kairo. Dem Kuppelbau aus Ziegeln mit Stucküberzug ist ein Arkadengang vorgelagert, dessen drei Kielbögen in der Mitte von zwei schlanken Doppelsäulen getragen werden. Der obere Wandbereich wird durch Muqarnas gebildet, die zur achteckigen Übergangszone unterhalb der Kuppel überleiten, ähnlich wie beim Maschhad al-Dschuyuschi. Eine Besonderheit sind die von weitem sichtbaren vertikalen Längsrippen der Kuppel.
Im 13. Jahrhundert begannen die Bahri-Mamluken die Kuppelbauten zu erhöhen, indem sie den Tambour in die Länge zogen. Anfang des 20. Jahrhunderts waren noch zwei Qubbas der Familie von Sultan Qalawun (reg. 1279–1290) in diesem Stil mit oktogonalen Tambouren erhalten. Eine davon wurde renoviert, sie gehört zum Komplex einer Medresa. Der steinerne Unterbau verweist als das früheste erhaltene Beispiel auf eine neue syrische Handwerkstradition, die zusammen mit der einheimischen Verwendung von Ziegeln und Stuck das Mausoleum zu einem der bedeutendsten mamlukischen Bauwerke Kairos macht.
1298 errichteten Gefolgsleute von Scheich Zain ad-Din im Bereich des Südfriedhofs von Kairo eine Qubba für den Gründer ihres Sufiordens, der auch oberster Richter (Qādī) unter Sultan Qalawun war. Um 1325 wurde der Grabbau mit weiteren Gebäuden in eine Zawiya integriert, die zehn Jahre später noch ein monumentales freistehendes Portal erhielt. Außen ist die Kuppel mit wulstförmigen vertikalen Rippen strukturiert, die über einem kreisrunden, von einer Fensterreihe durchbrochenen Tambour herauswachsen. Der innere Übergang zur Kuppel wird durch feingliedrige Stuck-Muqarnas aufgelöst, die zu den 28, mit Blattranken dekorierten Rippenbögen der Kuppel leiten. Die Ornamentik sowie die Erhöhung der Kuppel und des Tambours verweisen auf einen Einfluss aus Zentralasien, wobei die plastische äußere Gestaltung der Kuppeln eine gestalterische Besonderheit Kairos darstellt.

### Sudan

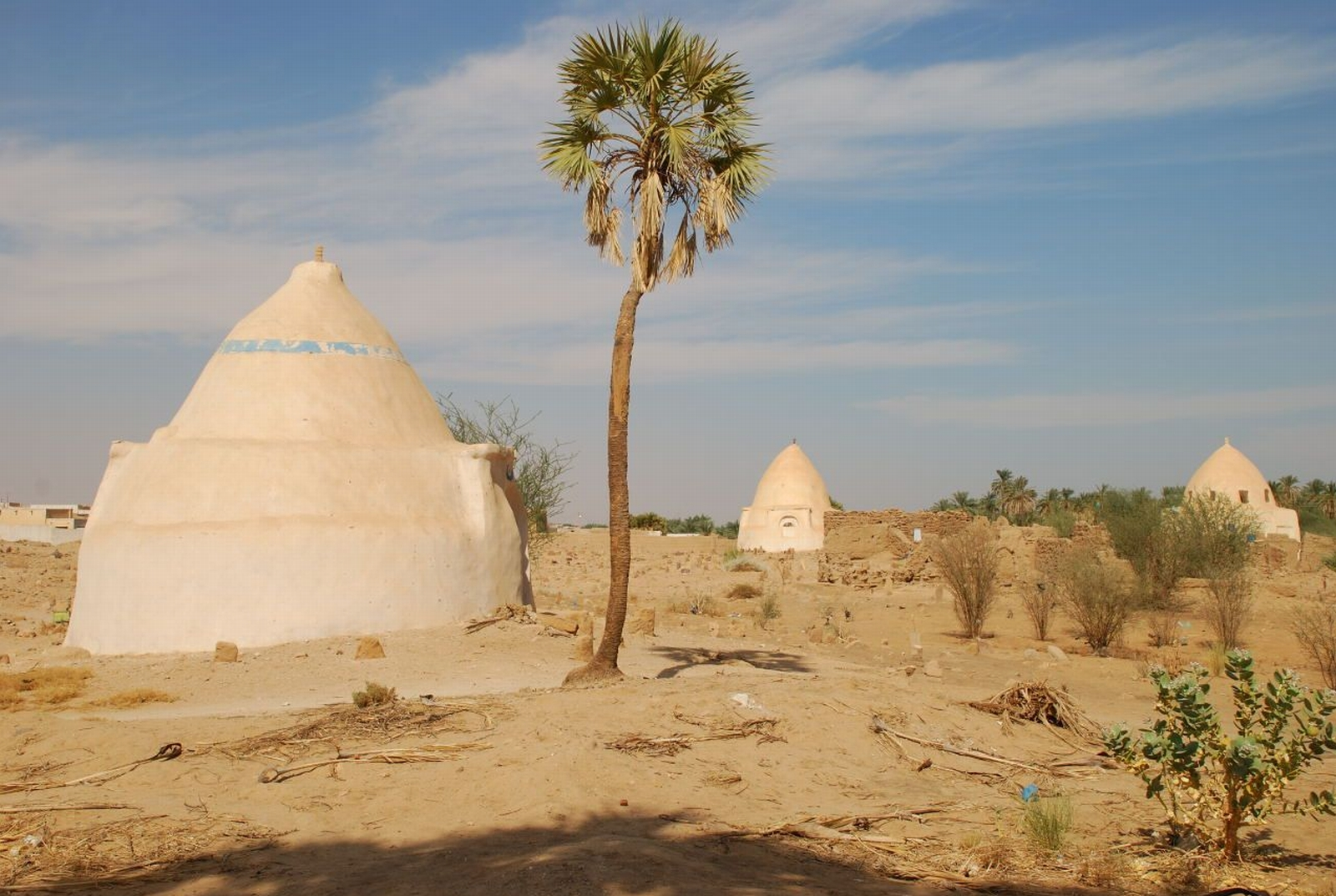
Drei Wali-Gräber südlich Karima. Der Innenraum des linken und mittleren Grabbaus ist durch eine innere Rundkuppel auf halbe Höhe begrenzt, das dritte Grab rechts ist nach oben offen und verfügt über Lichtöffnungen.

Viele volkstümliche Rituale sind in Ägypten seit dem Erstarken eines wahhabitischen Islam in der zweiten Hälfte des 20. Jahrhunderts verschwunden oder werden weniger öffentlich praktiziert. Obwohl im Sudan seit den 1980er Jahren mit der Einführung und strikten Auslegung der Scharia-Gesetze eine autoritäre Staatsreligion die Politik dominiert, ist die traditionelle Heiligenverehrung das charakteristische Element des sudanesischen Islam geblieben.

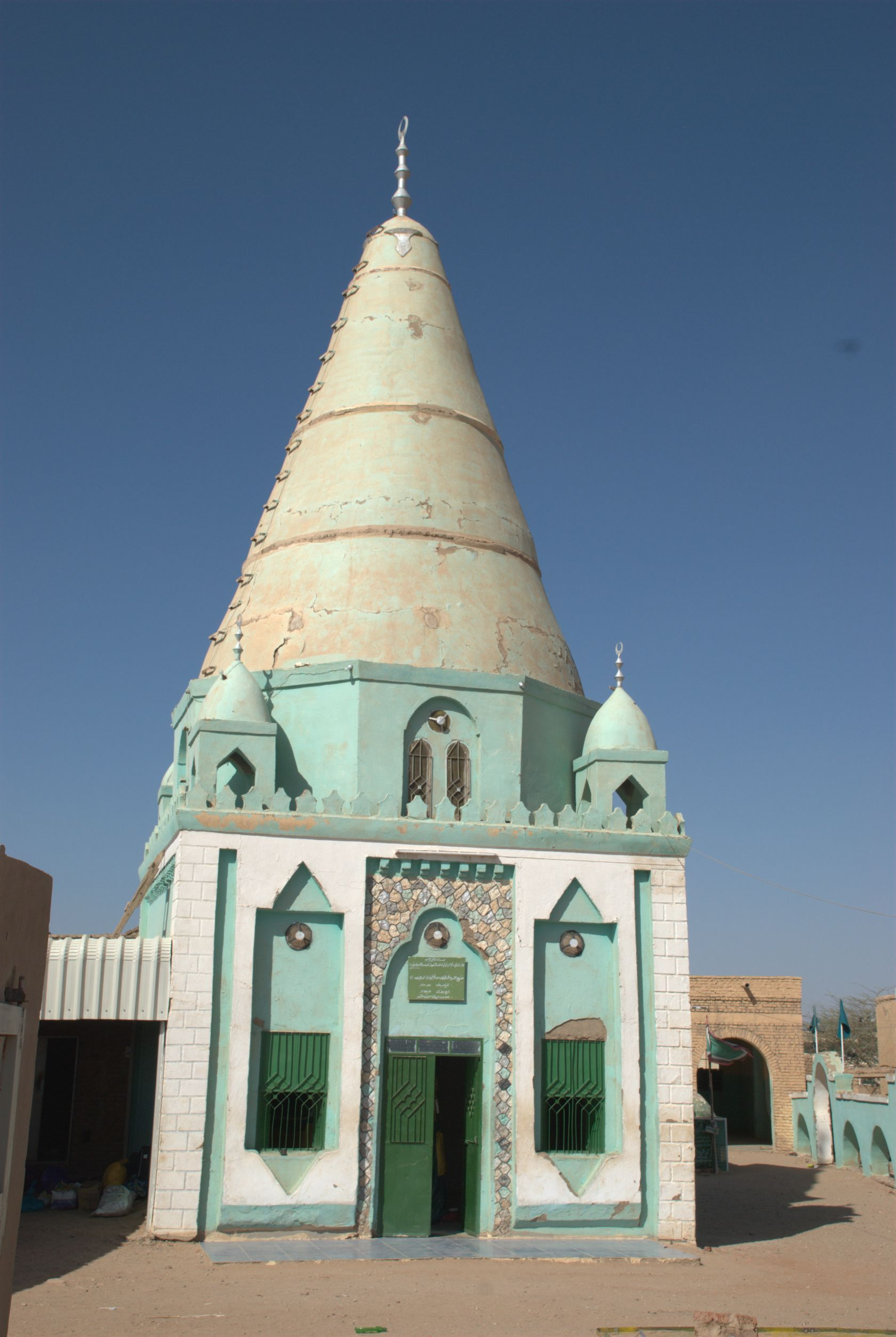
Qubba von Muhammad al-Majdhub as-Sughayir (1796–1833) in ad-Damir. Der einflussreiche Gelehrte und Heilige leitete den Sufi-Orden der Majdhubiya.

In Nubien sind die überall anzutreffenden weißen Qubbas Zeichen für die Verehrung lokaler Heiliger (faki oder feki, Pl. fuqara oder fuqaha), deren Tätigkeitsfeld von der Ausübung magischer Praktiken auf Kundenwunsch bis zu Streitschlichtungen als unterer Rechtsinstanz reichte. Nach allgemeinem Verständnis steigert sich die Segenskraft Baraka eines Heiligen nach dessen Tod und überträgt sich besonders an seiner Grabstätte auf die Gläubigen.
Die einfachsten Qubbas sind eiförmige Bauten aus Lehmziegeln, die in horizontalen Ringschichten zu einem nubischen Gewölbe aufgebaut werden. Außer durch eine meist niedrige Eingangstür werden die Innenräume nur durch wenige kleine Fenster oder Lichtöffnungen an der Decke beleuchtet. Die Bauweise ist nicht für Heiligengräber reserviert, es gibt auch Taubenschläge in derselben Form. Das eigentliche Grabmal in der Qubba ist je nach dem Grad der Verehrung von Opferkerzen umgeben und mit Stofffetzen behängt. Der Raum kann auch gänzlich leer sein. Um die Schutzmacht des Heiligen in Anspruch zu nehmen, lagerten früher Bauern ihre landwirtschaftlichen Geräte in den Grabbauten. Sie waren ferner der Ort, um feierlich Eide zu schwören.
Etwas größere Qubbas bestehen aus einem quadratischen Raum, über dem sich in der Mitte ein kegelförmiger Aufbau erhebt, dessen spitze Form in Miniaturkuppeln an den vier Ecken wiederholt wird. Typisch für diesen Stil ist das Grabmal in Omdurman von Muhammad Ahmad, genannt der Mahdi. Die Mitglieder der im Sudan zahlreichen Sufi-Orden (Tarīqas) verehren die Grabstätten ihrer Scheichs, die üblicherweise innerhalb eines größeren Friedhofs liegen. Am Grabmal von Hamad al-Nil, einem Scheich der Qadiriyya in Omdurman werden wöchentlich Derwisch-Tänze veranstaltet.

### Syrien, Jordanien
Über 100 Qubbas wurden in Damaskus und Umgebung gezählt, in noch größerer Zahl sind im Nahen Osten Pilgerorte von Heiligen an entlegenen Orten in der Natur bekannt.

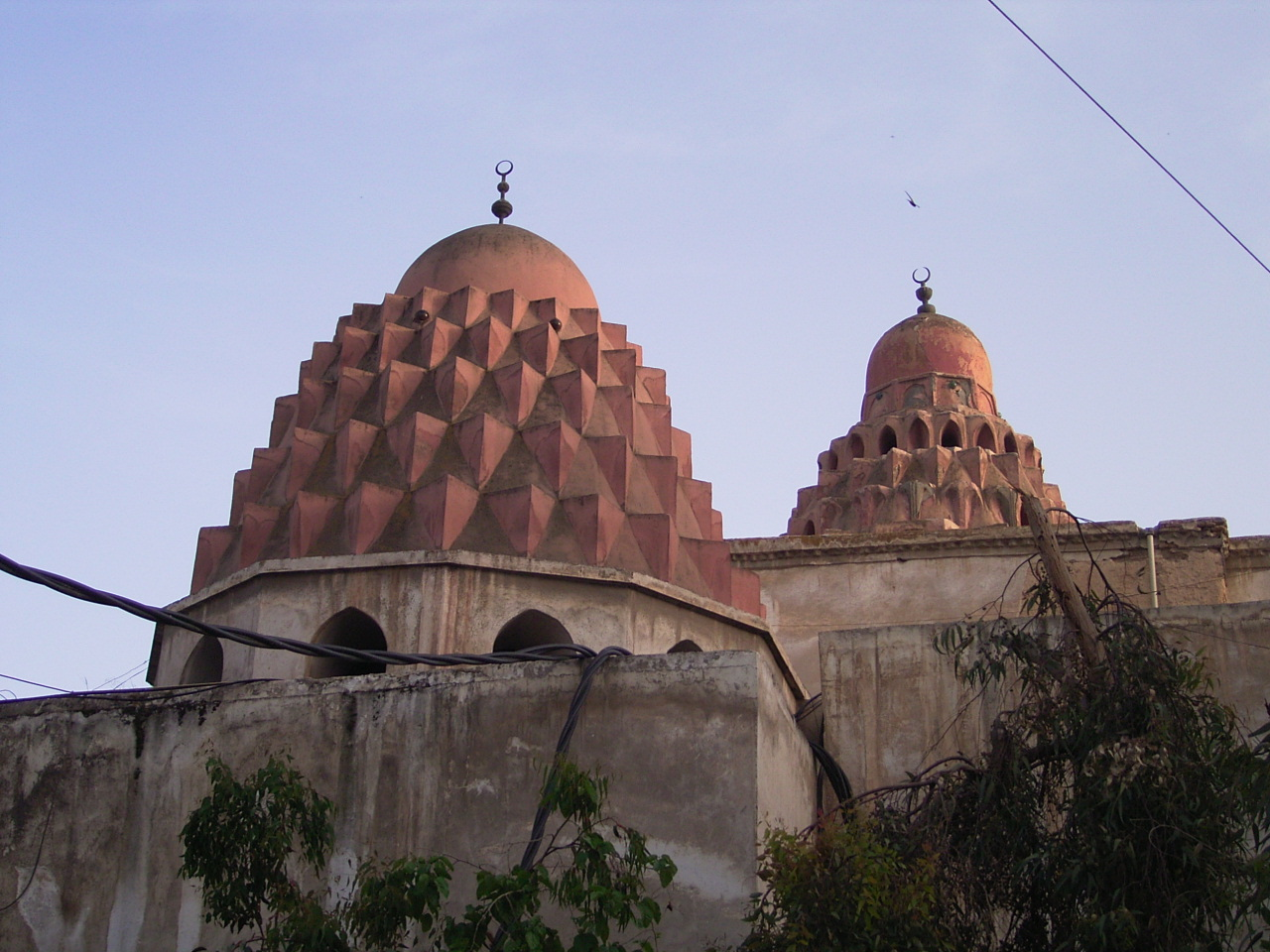
Kuppeln des Grabkomplexes von Nur ad-Din

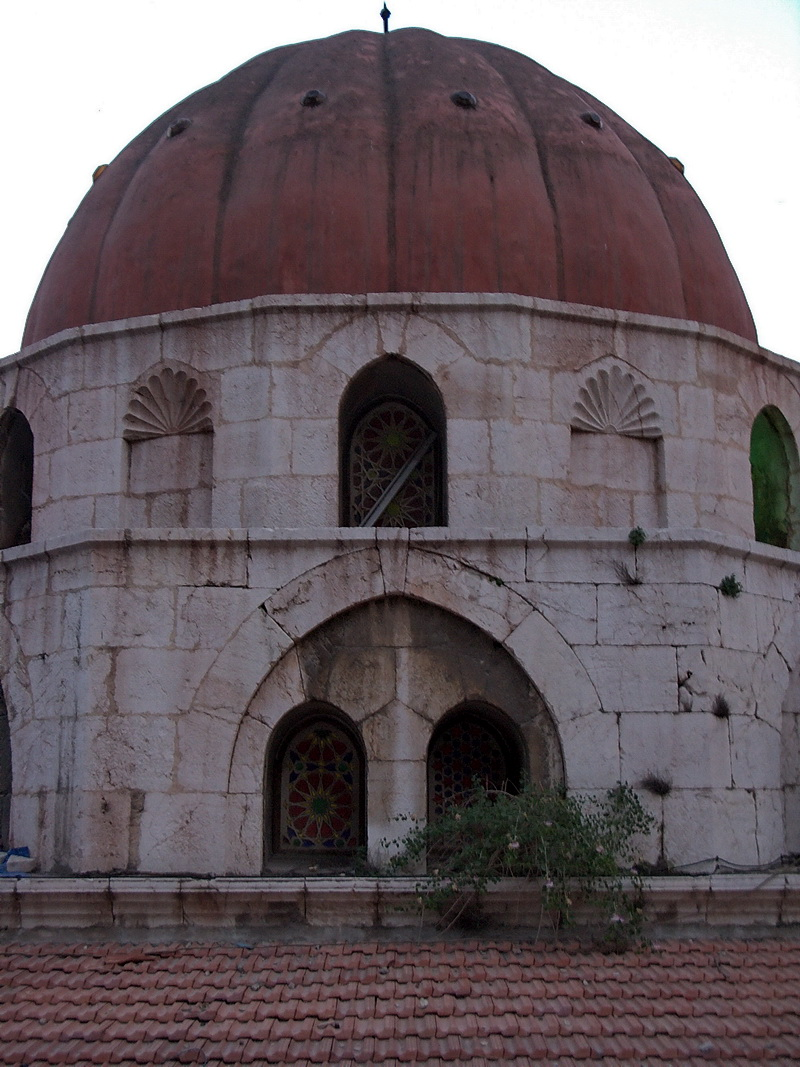
Kuppel des Mausoleums von Rukn ad-Din

#### Mausoleen im städtischen Umfeld
Die Architektur der städtischen Herrschergräber folgt dem bekannten Prinzip eines kubischen Unterbaus mit einem von Fenstern durchbrochenen Tambour und einer Kuppel oberhalb des Hauptraumes auf dem Flachdach. Die frühesten erhaltenen Grabbauten in Syrien stammen aus dem 12. Jahrhundert, aus der zengidischen und der nachfolgenden ayyubidischen Zeit. Der Zengide Nur ad-Din (1147–1176) ließ 1167 in der Altstadt von Damaskus die früheste Kombination einer Madrasa und des eigenen Grabmals errichten. Das Mausoleum hat einen quadratischen Grundriss von 6,6 Metern Seitenlänge, dessen zentraler Kuppelaufbau aus einer mehrschichtigen Staffelung von Trompen besteht, die außen und innen eine plastische Zellenstruktur (Muqarnas) bilden. Die eigentliche Rundkuppel stellt nur den oberen Abschluss des kegelförmigen Aufbaus dar.
An der Nordwestecke der Umayyaden-Moschee blieb das Grabmal Saladins (Turbat Ṣalāḥ ad-Dīn al-Ayyūbī) von 1195/96 im ayyubidischen Baustil erhalten, während die einst dazugehörende Madrasa bis auf einen Rundbogen verschwunden ist. Über dem zentralen Kubus leitet ein Tambour mit 16 Seiten zur Kuppel über. Die inneren Übergänge zur Kuppel werden durch Trompen ins Acht-, dann ins Sechzehneck hergestellt. Umbauten fanden nach Inschriften unter anderem 1611 und 1878 statt; 1898 ließ Kaiser Wilhelm II. nach seinem Besuch abermals restaurieren und einen neuen Sarkophag aufstellen.
Aus der Zeit der Bahri-Mamluken (1250–1390) sind mehrere Qubbas (hier als turbat bezeichnet) erhalten, die wie in Kairo durch höher werdende Tamboure und Kuppeln monumentalisiert wurden. Besonders die mit Muqarnas verzierte Portalnische erfuhr eine Längenausdehnung. Am Beginn dieser Entwicklung steht das 1224 fertiggestellte Mausoleum in der Madrasa von Emir Rukn ad-Din (ar-Rukniyah-Madrasa), des ayyubidischen Gouverneurs von Damaskus, bei dem sich zwei Tamboure übereinander staffeln. Die achteckige untere Turmzone besitzt breite persische Kielbogennischen, die sechzehneckige zurückgesetzte Stufe darüber ist abwechselnd durch Bogenfenster und Blendnischen mit Muscheldekorationen gegliedert. Das Mausoleum liegt im damaszener Vorort Salihiye nördlich der Altstadt, wo im 12. und 13. Jahrhundert mehrere Herrscher ihre Grabbauten errichten ließen. Bauform und Ornamentik sind bei den anderen ähnlich gestaltet.
Das at-Turba at-Taynabiyya genannte Mausoleum des Tanibak al-Hasani, der 1393–1400 Gouverneur von Damaskus war, liegt im südlichen Stadtteil Midan, in dem sich an der Pilgerstraße nach Mekka zahlreiche Moscheen und Mausoleen aus mamlukischer und osmanischer Zeit aneinanderreihen. Die harmonisch wirkende Fassade von 1394/95 aus abwechselnden Lagen von gelbem Sandstein und schwarzem Basalt wird durch die Eingangsnische mit einem oberen Muqarnas-Abschluss unterbrochen. Dieser endet auf derselben Höhe wie die beiden seitlichen zwölfseitigen Tamboure der heute zerstörten Dachkuppeln. Die Bauweise ist charakteristisch für den früheren Außenstadtbezirk.

#### Ländliche Pilgerziele
Etwa 25 Kilometer nordwestlich von Damaskus auf einer Bergkuppe im Tal des Barada liegt das heute am meisten besuchte Pilgerziel Syriens, das Grab des biblischen Abel (Qubbat an-Nabī Hābīl), der im Islam als Prophet verehrt wird. Die erste Beschreibung des Ortes stammt um 1740 vom englischen Gelehrten Richard Pococke. Nach einer früheren Legende soll hier Kain den Abel erschlagen und seinen Leichnam anschließend zum Dschabal Qāsiyūn, dem Hausberg von Damaskus getragen haben. Heute geht die Geschichte umgekehrt: Am Dschabal Qāsiyūn sei der Mord geschehen und hier befinde sich nur das Grab des Propheten Abel. Der Grabbau ist ein während des ganzen Jahres viel besuchtes Pilgerziel, für den Besucherandrang sind rund 200 Übernachtungsplätze gebaut worden. Freitags bilden sich Menschenschlangen vor der Grabkammer. Die Pilger sind überwiegend Drusen, ferner kommen Alawiten, Ismailiten und seltener Sunniten. Der Innenhof misst 30 × 30 Meter, in der Mitte steht eine Eiche, an der Ostseite befindet sich das Mausoleum. Das Grabmal darin ist mit roten und grünen Tüchern bedeckt. Die Länge des Grabes von sieben Metern hat mehrere Erklärungen: Es sei nicht nur der Leichnam Abels, sondern auch das bei seiner Ermordung vergossene Blut darin und die Menschen seien früher Riesen gewesen und hätten ein sehr hohes Alter erreicht. Die Zahl Sieben ist im Islam heilig.

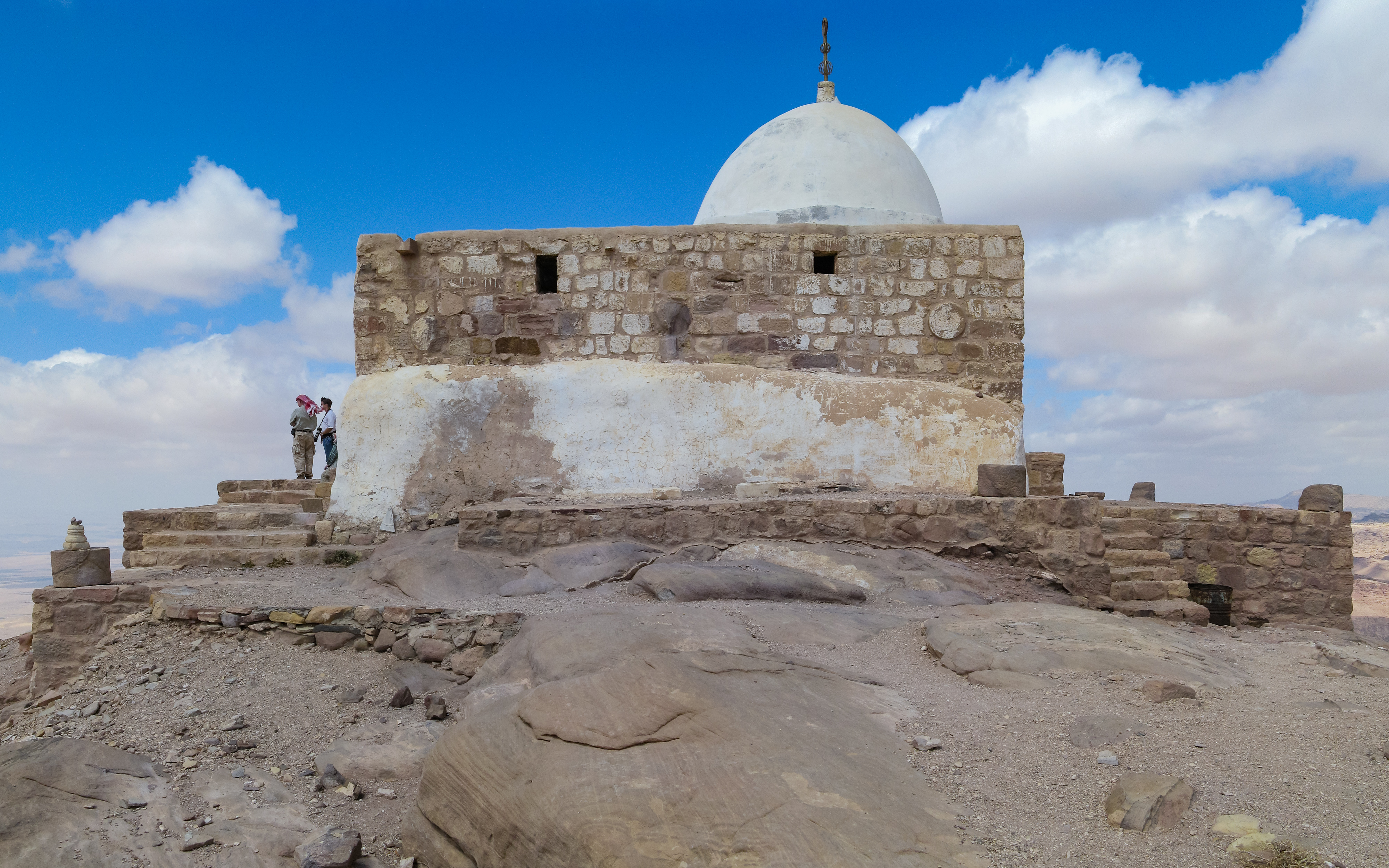
Klassische Form eines abgelegenen Wallfahrtsorts. Grabbau des Nabī Hārūn bei Petra

Ein weiterer biblischer Prophet im Islam ist Aaron, dessen angebliches Grab sich auf einem 1400 Meter hohen Berggipfel im jordanischen Petra befindet. Der heutige Dschabal Hārūn soll dem Berg Hor des Alten Testaments entsprechen. Der einfache, annähernd quadratische Steinunterbau wird von einer weißen Rundkuppel überragt. In der Nordwestecke des 9 × 10 Meter großen Raums führt eine Treppe zu einer unterirdischen schmalen Kammer. Hārūn (Aaron) starb nach der Überlieferung auf einem Hügel drei Tagesreisen nordwestlich. Es erschien ein riesiger Vogel, der den Leichnam nach Osten trug. Als der müde gewordene Vogel sich auf einem Felsen ausruhen wollte, wich dieser zurück, sodass er nicht landen konnte. Erst auf der hiesigen Bergspitze konnte er seine Last ablegen. Als der Tote auf dem Felsen lag, öffnete sich dieser, nahm ihn auf und ging wieder zu. Die Bevölkerung bemerkte Lichterscheinungen, kam her und errichtete ein Heiligtum. Der Leichnam wurde aus dem Felsen hervorgeholt und in einen Marmorsarkophag in der Grabstätte gelegt. Nach einer anderen Legende hatte Aaron, der auf einer Kamelstute ritt, Mose gebeten, ihn dort zu begraben, wo das Tier stehenbleiben und er sterben würde. Mose begrub ihn auf dem Gipfel des Berges Hor. Zu den jährlichen Wallfahrten und am wöchentlichen Pilgertag (Freitag) wurden Ziegen geopfert, wodurch Kranke Heilung finden sollten.

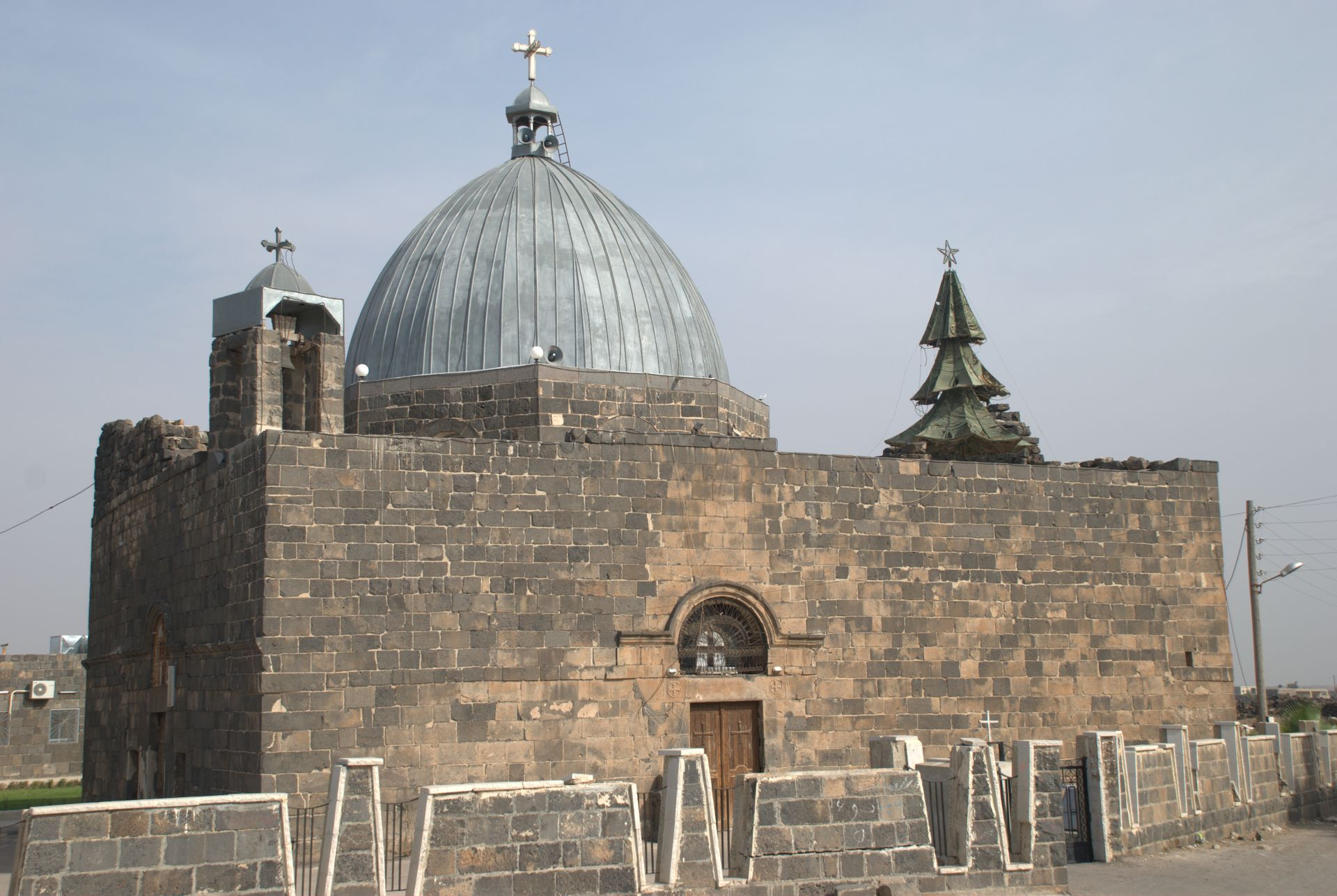
Südseite der Georgskirche

Es gab oder gibt Pilgerziele in Syrien, die von mehreren islamischen Religionsgemeinschaften und auch von Christen besucht werden. So wird die griechisch-orthodoxe Georgskirche in Izra’ von Muslimen besucht, die im Nebenraum hinter dem Altar das Grab von al-Ḫaḍr vermuten. Diese mythische Figur („der Grüne“) ist ein Frühlingsbote, hat mit der wiederauflebenden Erde zu tun und wird zugleich als Wesen des Meeres gesehen. Er wird schwerpunktmäßig in Syrien verehrt und ist darüber hinaus von Westafrika bis nach Indien bekannt. Muslime setzen ihn mit dem Propheten Elija und dem heiligen Georg gleich. Sie betrachten die Kirche als Grabbau ihres Heiligen, dem sie heute noch außerhalb der Kirchenmauern Tieropfer darbringen. Früher geschah dies direkt im Grabraum hinter der Ikonostase.
In einer für muslimische Grabstätten ungewöhnlichen Architektur wird der wunscherfüllende Nabī Hurī verehrt. Der Mazār an-Nabī Hurī genannte Turmbau aus dem 2. oder 3. Jahrhundert war ein Teil der römischen Stadt Kyrrhos und wurde in islamischer Zeit mit einer neuen Ursprungslegende versehen.

### Türkei

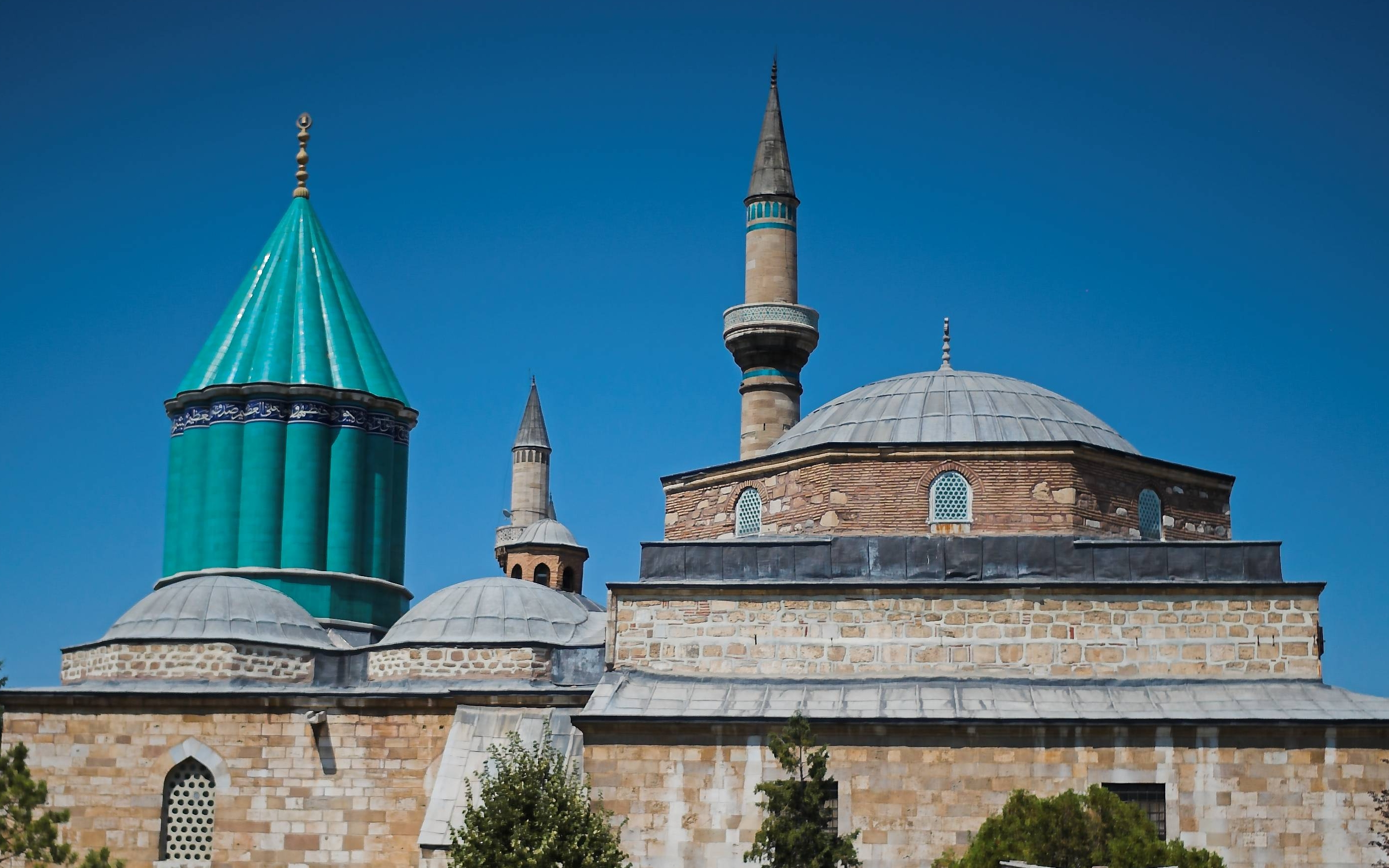
Mevlana Mausoleum in Konya. Die grüne Türbe erhebt sich über dem Sarkophag Dschalal ad-Din ar-Rumis.

Konya war ab 1081 die Hauptstadt des Sultanats der Rum-Seldschuken. Zu den Medresen gehörte oft der Grabbau des Stifters (Waqf). Bei den typischen Hofmedresen der rum-seldschukischen Architektur orientieren sich die Räume auf einen zentralen rechteckigen Innenhof, an dessen Schmalseiten sich auf der Hauptachse zwei Iwane und in anderen Fällen zwei weitere Iwane auf der Querachse gegenüberliegen. Bei der 1243–1244 erbauten Sırçalı-Medrese befindet sich der Grabraum (Türbe) des Gründers Bedreddin Muslih an der rechten Seite des großen Eingangsportals im Osten. Die Übergänge zur Kuppel verweisen auf einen zentralasiatischen Einfluss, sie erfolgen mittels Rundungen zwischen Konsolen und vorkragenden Friesen. Ein kleinerer Teil der Medresen, in deren Raumfolge Grabstätten integriert wurden, sind durch Kuppeln vollständig geschlossene Gebäude. Moscheen und Medresen waren häufig mit Nebengebäuden zu einem größeren Baukomplex (Külliye) vereint.
Das bekannteste Bauwerk Konyas ist die Mevlana Tekke. Das ehemalige Zentrum der Mevlevis (als tanzende Derwische bekannt) wurde in der Mitte des 13. Jahrhunderts gegründet und enthält den Sarkophag Rumis. Das heutige Gebäude stammt aus dem 16. Jahrhundert, den seldschukischen Architekturstil zeigt nur noch die kegelförmige grüne Kuppel über dem Grab des Ordensgründers.
Die freistehenden Qubbas Kleinasiens werden allgemein türbe, gunbād oder minareli genannt. Die turmartigen Bauten besitzen eine polygonale symmetrische Grundfläche und ein schlankes pyramiden- oder kegelförmiges Dach. Der innere Übergang zur Kuppel erfolgt bei den seldschukischen Grabtürmen durch Reihen übereinandergestellter Kielbögen. Für die genannte Bauweise typisch ist die außen schlichte türbe neben der Lala Paşa-Moschee in Kayseri aus dem 14. Jahrhundert, sie geht von einer oktogonalen Grundfläche in ein Pyramidendach über. Dagegen wird die ebenfalls achteckige türbe vor dem Eingang zur Eşrefoğlu-Moschee von 1299 in Beyşehir von einem Kegeldach bekrönt. Der Erbauer der Moschee, Seyfettin Süleymen Bey, liegt hier begraben.

### Iran, Irak, Zentralasien
Anhänger des Zoroastrismus bestatteten die Knochen der Verstorbenen in Beinhäusern. Die Reste eines quadratischen Gebäudes mit einer Kuppel und einem Portal aus dem 5./6. Jahrhundert blieben in Merw erhalten. Es gab hier einen Grabkult, aber noch kein Mausoleum. Auf der Suche nach dem Ursprung des muslimischen Kuppelbaus in Zentralasien stieß Oleg Grabar (1963) auf ein ungewöhnliches Wandmalereifragment aus der sogdischen Stadt Alt-Pandschakent (nahe Pandschakent) vom Anfang des 8. Jahrhunderts. Hinter einer sitzenden Menschengruppe, die allem Anschein nach zu einer Begräbniszeremonie gehört, ist ein aufgebahrter Leichnam zu sehen, der von einer vermutlich temporären, aus fünf Rundbögen gebildeten Holzkonstruktion umgeben ist. Diese trägt ein Kuppeldach, das aus Zeltstoff bestehen könnte. Grabar stellt diese Konstruktion mit den tragbaren Zelten in Arabien in Beziehung.
Die beiden Hauptformen iranischer Mausoleen sind seit der Seldschukenzeit im 11. Jahrhundert Qubbas als in ihrer Grundform meist quadratische Kuppelbauten und Gonbads (gunbād), schlanke hohe Grabtürme mit einem runden oder polygonalen Grundriss und einem Spitzdach. Grabtürme sind im Iran weit häufiger als Kuppelbauten, außerhalb Irans und Anatoliens sind sie jedoch praktisch nicht anzutreffen. Die Unterscheidung ist ein architektonisches Kriterium, auch wenn beispielsweise der Grabturm Gonbad-e Qabus in den Inschriften qubba und qasr genannt wird.
Kuppelkonstruktionen, die durch Trompenübergänge über mehrere Zwischenzonen mit einem Achteck gebildet werden, sind iranischen Ursprungs. Sie unterscheiden sich von der byzantinischen Entwicklung der Pendentifkuppel, die sich von den vier Ecken der Grundfläche gleichförmig in den Raum spannt. Die iranische Trompenkuppel wurde von den Sassaniden für Paläste und Feuertempel, in der islamischen Zeit für Moscheen, Gräber und sonstige Kultbauten verwendet.
Ein frühes Beispiel für die vom 9. Jahrhundert an gebauten freistehenden polygonalen Türme ist das für Saiyida Zubayda, eine Frau des Kalifen Harun ar-Raschid in der Nähe von Bagdad erbaute Mausoleum mit einem konischen Dach. In der heiligen iranischen Stadt Qom sind noch 16 Qubbas dieses Typs aus gebrannten Ziegeln vom 12. bis 16. Jahrhundert erhalten. Fast alle haben eine oktogonale Grundform und ein Pyramidendach, unter dem zur Stabilisierung eine innere Rundkuppel eingezogen wurde.
Das älteste erhaltene Kuppelgrab ist das Samaniden-Mausoleum in Buchara für den Samaniden-Herrscher Ismail († 907). Es ist für seine vollständig mit geometrischen Ornamenten überzogenen Außenwände aus gebrannten Ziegeln berühmt. Im turkmenischen Merw steht das stark beschädigte Mausoleum des Seldschukensultans Ahmad Sandschar von 1157. Der durch seine Größe beeindruckende quadratische Bau besteht aus 6 Meter dicken Wänden. Der Kubus hat 27 Meter Seitenlänge und ist 14 Meter hoch. Darüber schließt sich ein 5,5 Meter hoher Arkadengang als Empore an, hinter dem der untere Teil der Kuppel verschwindet. Mit etwa 30 Meter Gesamthöhe erinnert die Kuppelform an die einstmals um die nordafghanische Stadt Balch von Buddhisten verehrten Stupas.

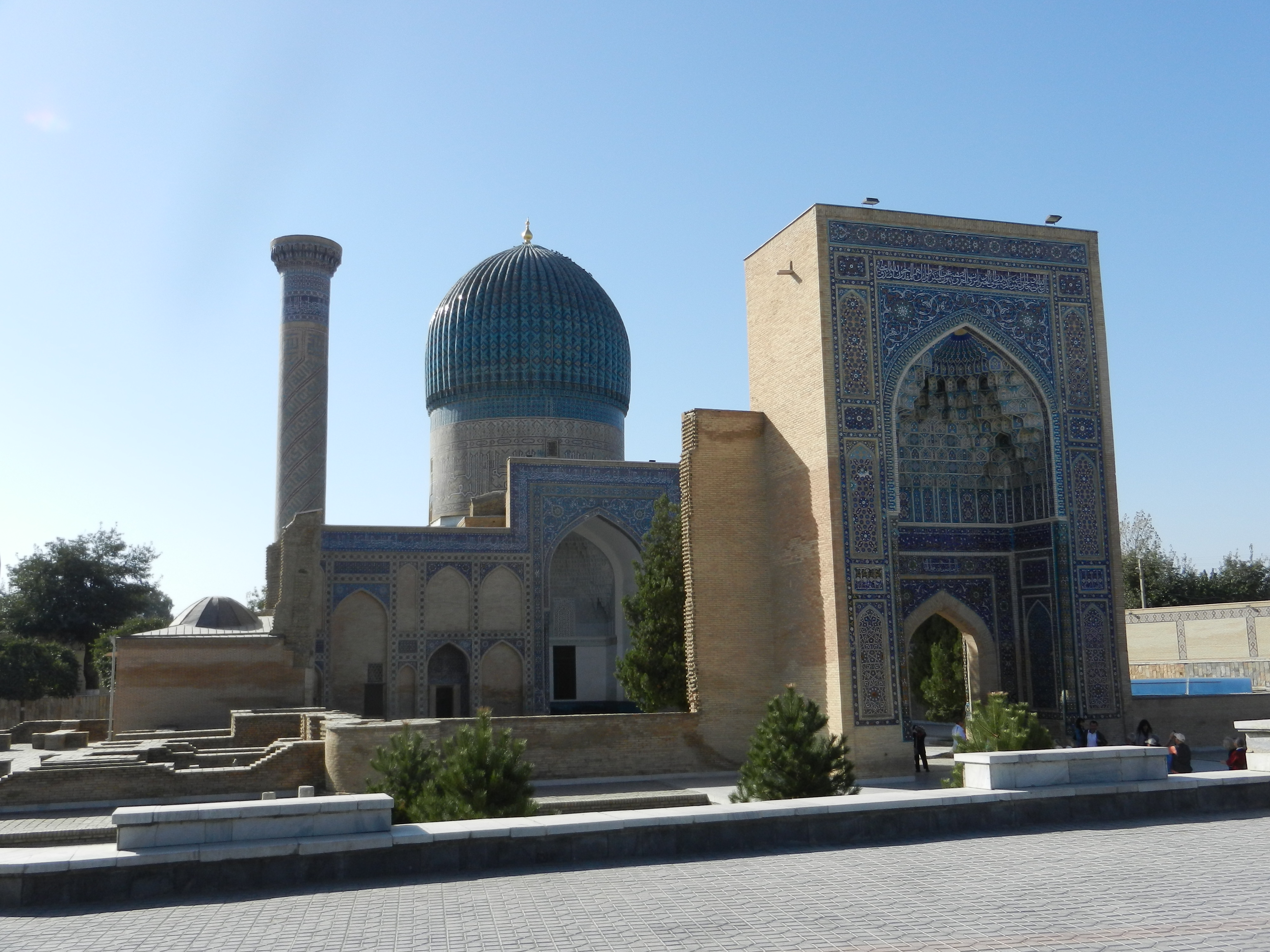
Restauriertes Gur-Emir-Mausoleum

Etwa ab dem 14. Jahrhundert begann eine architektonische Entwicklung mit dem Ziel, die Kuppel durch einen Tambour und eine äußere zweite Kuppelschale weiter zu erhöhen. Die innere Kuppel reduziert die Raumhöhe, während die äußere Gestalt sich weiter den regionalen turmartigen Stupas annähert. Hierfür ist das Gur-Emir-Mausoleum in Samarqand von 1405 ein Beispiel. Die Empore liegt nun innerhalb des Tambours, nach außen öffnen sich statt der Arkaden nur noch Steingitterfenster, die in der Wandfläche liegen.
Eine weitere Entwicklung unter den schiitischen Safawiden stellt der Grabbau von Khwaja Rabi (Khoja Rabi) aus dem Jahr 1621 in Maschhad dar. Der achtseitige untere Baukörper hat auf zwei Etagen jeweils vier große Wandnischen an den Ecken und über beide Stockwerke reichende kielbogenförmige Iwane in den Seitenmitten. Der obere Umgang steht über Fenster auch mit dem Innenraum in Verbindung. Es besteht ein architektonischer Zusammenhang mit den zeitgenössischen Gartenpavillons wie dem Hascht-Behescht (Hasht-Bihisht) in Isfahan, der ebensolche zweigeschossige Eckräume besitzt und in dem sich die Frauen des Schahs aufhielten. Der Name bedeutet „Acht Paradiese“ nach der koranischen Vorstellung vom Jenseits. Er bezieht sich auf einen symmetrischen Grundriss, bei dem acht Räume einen zentralen Kuppelsaal umgeben und der in der indo-islamischen Architektur des Mogulreichs weitere Verwendung fand. Derselbe Plan liegt auch dem indischen Grabmal Tadsch Mahal zugrunde. Die Hascht-Behescht-Mausoleen liegen im Zentrum eines persischen Gartens (persisch chahār bāgh, „vier Gärten“).

## Qubba als Palast
Besonders in der islamischen Frühzeit wurden auch einige Repräsentationsbauten ohne religiöse Funktion als qubba bezeichnet. Mehrere umayyadische Paläste trugen den Namen Qubbāt al-ḫaḍrā. Der erste wurde unter dem Kalifen Uthman (reg. 644–656) in Damaskus nahe der Freitagsmoschee aus Ziegeln errichtet und stand zumindest noch im 9. Jahrhundert. Ein weiterer Palast dieses Namens entstand um diese Zeit in der Stadt Wasit (heute im Gouvernement al-Wasit im Irak), den dritten Palast ließ Kalif Hischam (reg. 724–743) in Resafa (in der syrischen Wüste) erbauen. Als der abbasidische Kalif al-Mansūr im Jahr 762 den Grundstein für seine Hauptstadt Bagdad legte, gehörte zur „Runden Stadt“ dem Historiker at-Tabarī zufolge ein Kuppelpalast namens Qubbāt al-ḫaḍrā, der mit 40 Metern Höhe das Zentrum der Anlage gebildet haben soll. An seiner Spitze befand sich demnach eine Art Wetterfahne in Gestalt eines Reiterstandbilds. Die Figur sollte Stürme voraussagen und tat dies: Bei einem Sturm 941 stürzte die Kuppel zusammen, vier Jahre vor der Eroberung der Stadt durch die Buyiden.
Qubbāt al-ḫaḍrā wird meist mit „grüne Kuppel“ übersetzt, wobei ḫaḍrā als Adjektiv „grün“ bedeutet. Da es zur umayyadischen Zeit noch keine grünen Fliesen gab, mit denen Kuppeln später belegt wurden, könnten die frühen, nur literarisch überlieferten Palastbauten von einer mit Kupferblech verkleideten hölzernen Kuppel überdeckt gewesen sein. Die arabisch Wurzel ḫ-ḍ-r hat auch die Bedeutung „Natur“ oder „Leben“ und als Substantiv kann sich al-ḫaḍrā auf den Himmel beziehen. Hieraus ergibt sich die ursprünglich zutreffendere Übersetzung „Kuppel des Himmels“, die erst später – vielleicht beim realen Anblick grüner Kuppeln – zur heute geläufigen Bedeutung abgeändert wurde. Die Interpretation als Himmelskuppel erlaubt Vergleiche mit frühislamischen Palästen, bei denen dieser Eindruck durch entsprechende Ausgestaltung erweckt wurde. Beim wahrscheinlich vom umayyadischen Prinzen al-Walid (706–744) erbauten Jagdschloss Qusair 'Amra ist die Kuppel des Caldarium mit einem Nachthimmel bemalt. Die Gestirne sind figürlich nach antiken oder byzantinischen Vorlagen dargestellt. Der vom gleichen Auftraggeber erbaute Palast des Hischam besaß, wie Stuckfragmente belegen, eine mit vier geflügelten Pferden und darüber mit Vögeln bemalte Kuppel. Die Darstellung entspricht mit den übrigen Details der spätantiken Symbolik einer jenseitigen, göttlichen Sphäre.
Mit dem arabischen Kultureinfluss kam der Name qubba für einen weltlichen Palast zu den normannischen Königen nach Sizilien. 1180 wurde das Schloss La Cuba bei Palermo fertiggestellt. Es ist ein hoher Kubus ohne Kuppeldach. Ein weiteres Schloss in der Nähe heißt zur Unterscheidung Cuba Soprana. Die Cubula („kleine Kuppel“) ist ein Pavillon ebenfalls aus dem 12. Jahrhundert in Palermo mit Kuppel.
Auf den arabischen Namen und die arabische Bauform gehen kleine, cuba genannte Kuppelbauten auf der Iberischen Halbinsel zurück. Besonders zahlreich gibt es sie in ländlichen Regionen im Süden Portugals, wo über 300 cubas als freistehende Gebäude oder als Anbauten an Häusern bekannt sind.

## Heiligenkulte und dogmatischer Islam
Eine Qubba ist ein Architektur gewordener Heiligenkult als Grabkult. Muslimische Heiligenverehrung wird in unterschiedlichen islamischen Glaubensrichtungen praktiziert, sie ist besonders in Nordafrika, Südasien und Indonesien beliebt. Auch in streng islamisch regierten Staaten wie dem Jemen kann sich ein Personenkult um Heilige behaupten. Dogmatische Strömungen des Islam lehnen jedoch die Heiligenverehrung seit jeher als heterodox ab. Zu ihnen gehören die salafitisch geprägten Ahl-i Hadīth, die Wahhabiten, Muhammadiyah in Indonesien und die hanafitischen Bewegungen Deobandi und Tariqa-yi Muhammadiya in Indien. In ihrem Verhältnis zu Qubbas stehen diese Strömungen in der Tradition von Muhammad ibn Abd al-Wahhab (1703–1792), dessen Anhänger nach der Eroberung Mekkas die dortigen Kuppelgräber zerstörten. Als Begründung nahmen sie unter anderem ein Hadith aus dem Muslim.